# أحمد عسيري (لاعب كرة قدم مواليد 1991)
أحمد عسيري (ولد في 14 سبتمبر 1991), هو لاعب كرة قدم سعودي، يلعب بمركز الدفاع في نادي الرياض.

## مسيرة اللاعب
لعب سابقاً في الاتحاد ونادي التعاون .

## الإنجازات

### الاتحاد
- كأس خادم الحرمين الشريفين (2013)
- كأس ولي العهد (2016)
- كأس خادم الحرمين الشريفين (2018)

## روابط خارجية
- أحمد عسيري على موقع قاعدة بيانات كرة القدم.إي يو (الإنجليزية)
- أحمد عسيري على موقع ناشيونال فوتبول تيمز (الإنجليزية)